# Armén Sarkissian
Armén Sarkissián (en armenio: Արմեն Սարգսյան, nacido el 23 de junio de 1953 en Ereván) es un político armenio que fue presidente de la República de Armenia desde el 9 de abril de 2018 hasta el 1 de febrero de 2022.

## Biografía
Armén Sarkissián se graduó de la Universidad Estatal de Ereván y completó sus estudios de posgrado en física teórica y matemáticas en 1978. De 1992 a 1996, ocupó diversos cargos en las embajadas de Armenia.
Armén Sarkissián fue nombrado Primer ministro de Armenia el 4 de noviembre de 1996 y se desempeñó como tal hasta el 28 de febrero de 1997. Se desempeñó como embajador en Gran Bretaña entre 1998 y 2018, siendo el diplomático de mayor antigüedad en el país.

### Elecciones presidenciales
El 19 de enero de 2018 su candidatura presidencial por el Partido Republicano de Armenia fue propuesta por el presidente saliente, Serzh Sargsián. Sarkissián aceptó la propuesta el 16 de febrero y la coalición gobernante lo nominó oficialmente como candidato la semana siguiente. Sin oposición, Armén Sarkissién fue elegido el 2 de marzo en la primera ronda con 90 votos de 101 por el Asamblea Nacional de Armenia.
Su investidura se llevó a cabo el 9 de abril.

### Presidencia
Dimitio el 23 de enero de 2022.

## Vida personal
El 5 de enero del 2021, la oficina presidencial de Armenia anunció que Sarkissian sería sometido a una cirugía en su pierna en Londres, fue en ese momento que resultó positivo para la infección por COVID19. Comenzó su tratamiento en Inglaterra y solo regresó a Ereván el 20 de febrero del mismo año.